# Кармена, Мануэла
Мануэ́ла Карме́на Кастри́льо (исп. Manuela Carmena Castrillo; род. 9 февраля 1944, Мадрид) — испанский юрист и политик. Мэр Мадрида с 13 июня 2015 года по 15 июня 2019 года.

## Биография
Родилась 9 февраля 1944 года в Мадриде. В 1965 году получила степень лиценциата в Университете Комплутенсе. В тот же год Мануэла вступила в ряды Коммунистической партии Испании. Она активно отстаивала права рабочих и заключённых и участвовала в учреждении юридической фирмы, занимавшейся вопросами трудового права. После своего ухода из КПИ в январе 1981 года Кармена служила судьёй. В 1986 году получила национальную премию в области защиты прав человека. В 1993 году избрана главным судьёй Мадрида .
В 1996 году по предложению партии «Объединённые левые» Мануэла Кармена была назначена Сенатом членом Генерального совета судебной власти. Также входила в число основателей ассоциации «Судьи за демократию» и была председателем-докладчиком рабочей группы ООН по произвольным задержаниям. В 2010 году официально вышла на пенсию.
Награждена Большим крестом ордена Святого Раймунда Пеньяфортского (2002).
В 2015 году была возглавила аффилированное с партией «Подемос» политическое движение Ahora Madrid на муниципальных выборах. 13 июня 2015 года Кармена официально стала мэром столицы Испании.